# 宮崎県農業協同組合
宮崎県農業協同組合（みやざきけんのうぎょうきょうどうくみあい）は、宮崎県宮崎市に本店を置く農業協同組合（JA）。愛称はJAみやざき。

## 概要
宮崎県内に所在する全13の農業協同組合（宮崎中央、綾町、はまゆう、串間市大束、都城、こばやし、えびの市、児湯、尾鈴、西都、延岡、日向、高千穂地区）が合併し、2024年4月1日に発足。県連合組織の宮崎県農業協同組合中央会（JA宮崎中央会）、宮崎県信用農業協同組合連合会（JA宮崎信連またはJAバンク宮崎）、宮崎県経済農業協同組合連合会（JA宮崎経済連）の法人としての統合も同JA発足から約1年後に行われた。信用農業協同組合連合会や経済農業協同組合連合会（全農県本部）単位での合流の例は、島根県（JAしまね）や山口県（JA山口県）等で例はあるが中央会を含めた合流はJAみやざきが全国初の例となる。いわゆる、単位農協としては日本で最大の規模となっている。
合併から3年程は各旧13JAの本所に地区本部を設置し、店舗や施設も現行の物を維持予定である。3年を目途に地区本部を広域本部等に集約し再編予定である。
合併の方式としては、JA宮崎中央に他の12農協が合併する。
初代組合長には、中央会会長の栗原俊朗が就任する。

## 沿革
- 2024年（令和6年）4月1日：宮崎県内の13農協が合併し、発足。
- 2025年（令和7年）3月1日：経営指導や組織間調整を担うJA宮崎中央会と、資機材などの販売を行う宮崎県経済農業協同組合連合会（JA宮崎経済連）、金融事業を統括する宮崎県信用農業協同組合連合会（JA宮崎信連）、その他単位農協として西諸畜連、児湯畜連、東臼杵畜連が当農協に合併した[3]。

## 事業区域
- 宮崎県内全域

### 地区本部

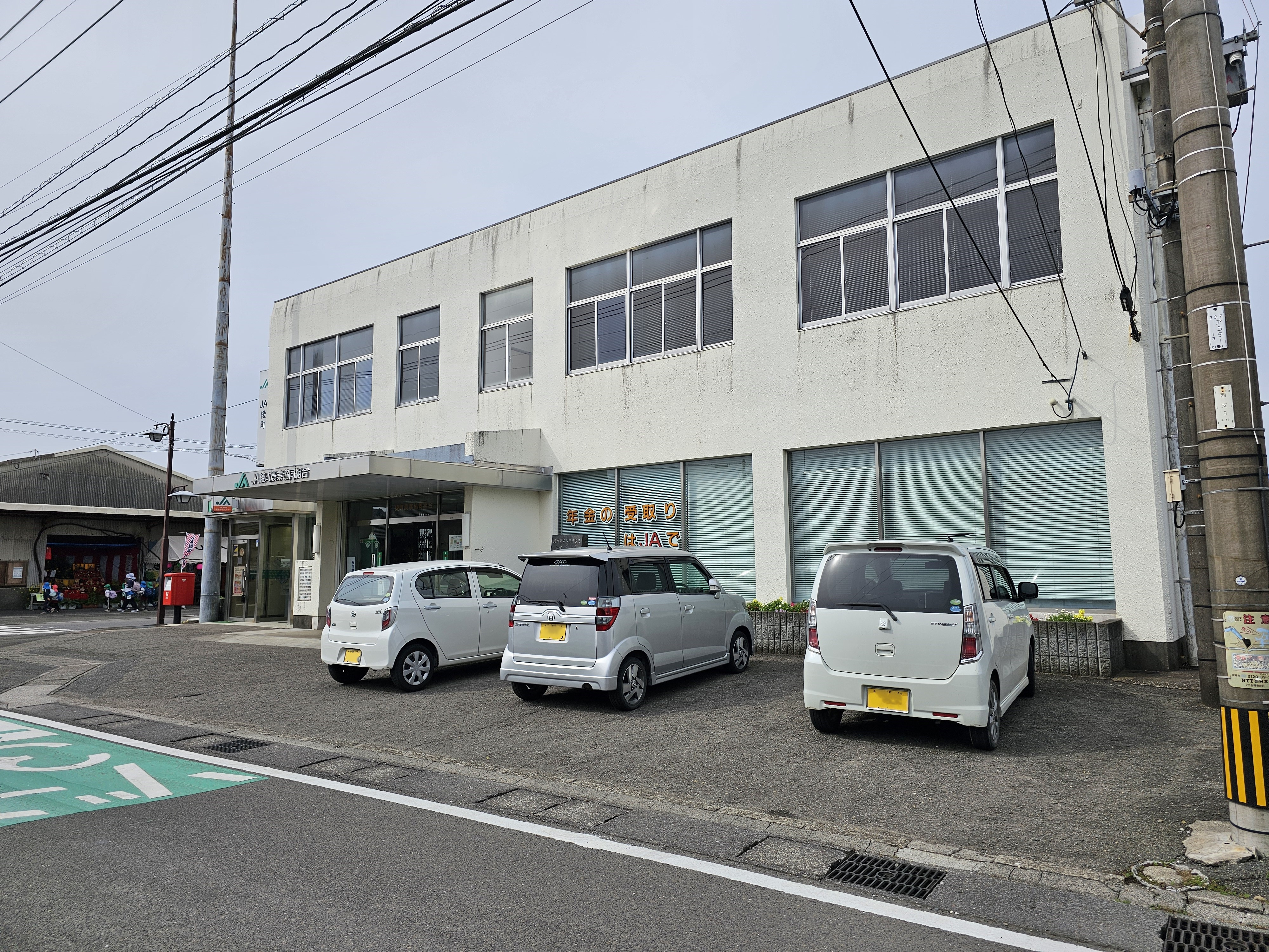
綾町地区本部（JA綾町時代に撮影）

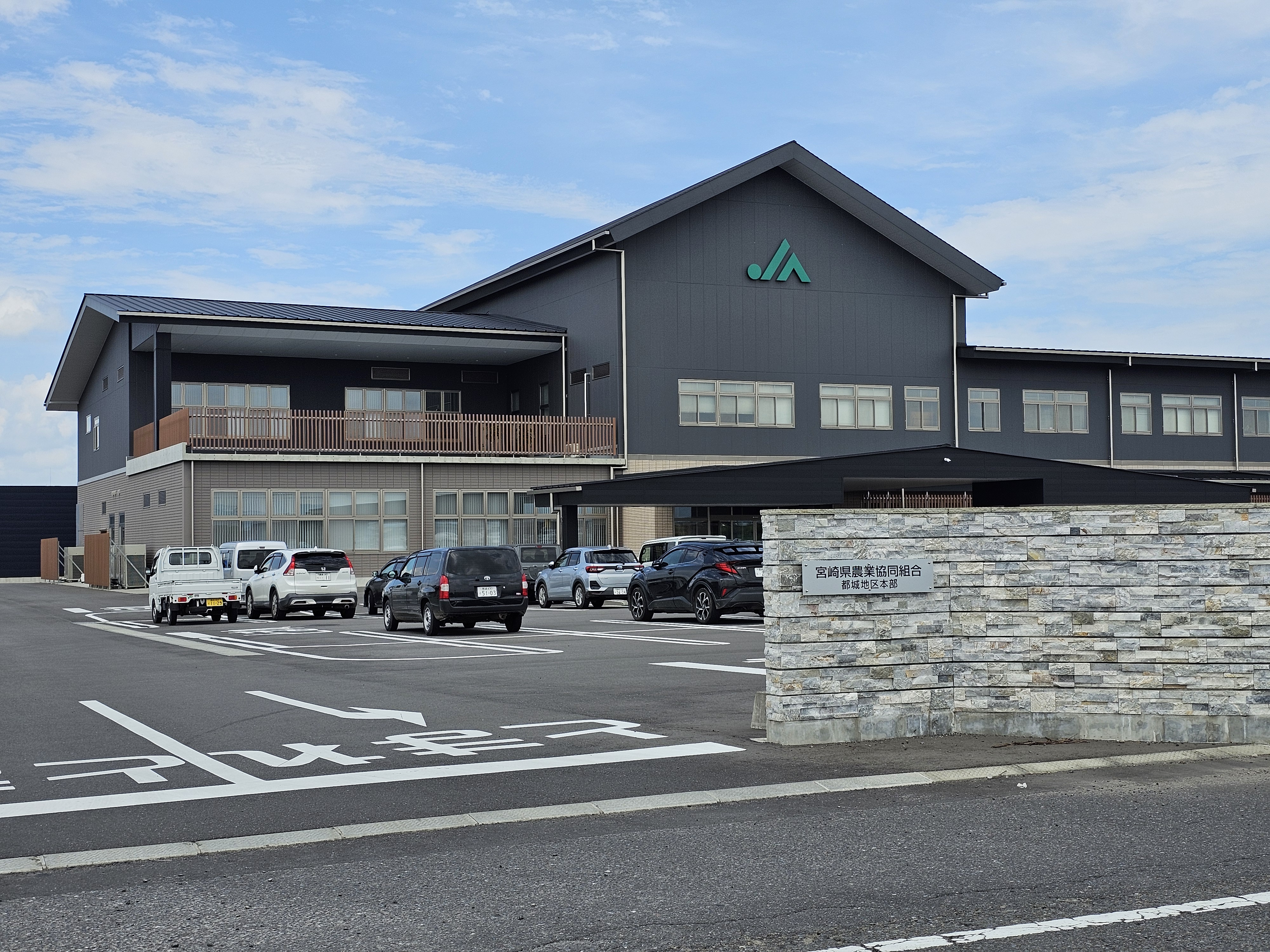
都城地区本部

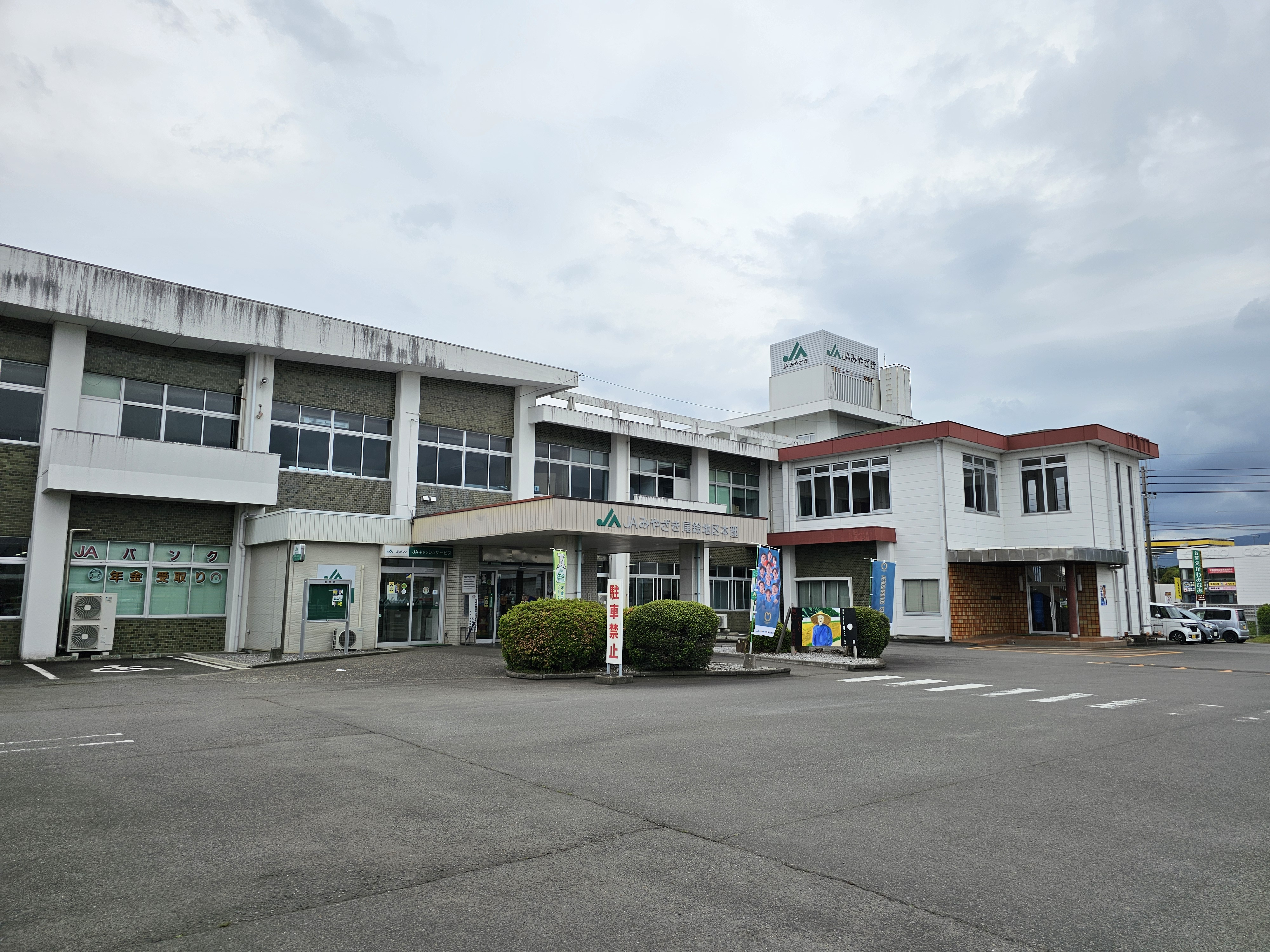
尾鈴地区本部

- 宮崎中央地区本部（旧：JA宮崎中央）
- 綾町地区本部（旧：JA綾町）
- はまゆう地区本部（旧：JAはまゆう）
- 串間市大束地区本部（旧：JA串間市大束）
- 都城地区本部（旧：JA都城）
- こばやし地区本部（旧：JAこばやし）
- えびの市地区本部（旧：JAえびの市）
- 児湯地区本部（旧：JA児湯）
- 尾鈴地区本部（旧：JA尾鈴）
- 西都地区本部（旧：JA西都）
- 延岡地区本部（旧：JA延岡）
- 日向地区本部（旧：JA日向）
- 高千穂地区本部（旧：JA高千穂地区）